# Agritubel (equipo ciclista)
Agritubel fue un equipo ciclista profesional francés que se fundó en 2004. A partir de la temporada 2005 el equipo pasó a ser profesional, desapareciendo al finalizar la temporada 2009.

## Historia
Desde su fundación estaba patrocinado por la empresa francesa de equipamiento agrícola Agritubel.
Era un equipo era categoría Profesional Continental, por ello podía participar en algunas pruebas importantes, como el Tour de Francia, en el que tomó parte ininterrumpidamente desde 2006.
La mayor parte de victorias del equipo han sido conseguidas en carreras menores del panorama ciclista francés. Sin embargo, los mayores éxitos de la formación se han llevado a cabo en la prueba más importante del mundo, el Tour de Francia:
- En 2006, el español Juan Miguel Mercado se impuso en la 10.ª etapa, con final en Pau, circunstancia que además le permitió vestir el maillot de topos rojos de la general de la montaña durante una jornada.
- En 2008, el francés Romain Feillu consiguió, merced a una larga escapada en la tercera etapa, en la que se impuso su compatriota Samuel Dumoulin, vestirse con el maillot amarillo de líder durante una jornada.
- En 2009, el francés Brice Feillu merced a una larga escapada en la séptima etapa, consiguió una victoria de etapa llegando en solitario a la meta situada en Ordino-Arcalís, en Andorra.

Además de estos logros, la principal victoria cosechada por el equipo fue el Campeonato de Francia en Ruta conseguido por Nicolas Vogondy en el año 2008.
El equipo desapareció al término de la temporada 2009, siendo su última carrera la París-Tours, el 11 de octubre. El equipo se despidió siendo campeón por equipos del UCI Europe Tour 2008-2009 y del estrenado en ese año PCT Biological passport (clasificación de equipos Continentales Profesionales con pasaporte biológico).

## Corredor mejor clasificado en las Grandes Vueltas
| Año  | Giro de Italia | Tour de Francia     | Vuelta a España |
| ---- | -------------- | ------------------- | --------------- |
| 2005 | -              | -                   | -               |
| 2006 | -              | 39.º Benoît Salmon  | -               |
| 2007 | -              | 39.º Moisés Dueñas  | -               |
| 2008 | -              | 39.º Eduard Gonzalo | -               |
| 2009 | -              | 25.º Brice Feillu   | -               |

## Material ciclista
En su debut como equipo profesional, en 2005, utilizó bicicletas Gir's. Tras utilizar bicicletas MBK (2006-2007), sus dos últimas temporadas las realizó con la marca Kuota.

## Clasificaciones UCI
El equipo Agritubel ha participado desde su paso a profesionales en el Circuito Continental, registrado dentro del UCI Europe Tour. Estando en las clasificaciones del UCI Europe Tour Ranking, UCI America Tour Ranking, así como en la global de los equipos Profesionales Continentales adheridos al pasaporte biológico creada en 2009 PCT Biological passport. Las clasificaciones del equipo y de su ciclista más destacado son las siguientes (excepto en la PCT Biological passport que solo es clasificación de equipos):
| Año                            | Clasificación por equipos | Mejor corredor                |
| 2005 (Europe Tour)             | 18.º                      | Linas Balciunas (69.º)        |
| 2005-2006 (Europe Tour)        | 21.º                      | José Alberto Martínez (46.º)  |
| 2006-2007 (America Tour)       | 37.º                      | José Alberto Martínez (315.º) |
| 2006-2007 (Europe Tour)        | 27.º                      | Romain Feillu (6.º)           |
| 2007-2008 (Europe Tour)        | 4.º                       | Nicolas Vogondy (20.º)        |
| 2008-2009 (Europe Tour)        | 1.º                       | Romain Feillu (4.º)           |
| 2009 (PCT Biological passport) | 1.º                       | -                             |

Tras discrepancias entre la UCI y los organizadores de las Grandes Vueltas, en 2009 se tuvo que refundar el UCI ProTour en una nueva estructura llamada UCI World Ranking, formada por carreras del UCI World Calendar; el equipo siguió siendo de categoría Profesional Continental pero tuvo derecho a entrar en ese ranking por adherirse al pasaporte biológico.
| Año  | Clasificación por equipos | Mejor corredor       |
| 2009 | 25.º                      | Brice Feillu (117.º) |

## Palmarés destacado
Para años anteriores, véase Palmarés del Agritubel

### Grandes Vueltas
- Tour de Francia
  - 2006: 1 etapa (Juan Miguel Mercado)
  - 2009: 1 etapa (Brice Feillu)

### Otras carreras
- Vuelta a Gran Bretaña
  - 2007: (Romain Feillu)
  - 2008: (Geoffroy Lequatre)

## Principales corredores
Para años anteriores, véase Plantillas del Agritubel
- Brice Feillu
- Romain Feillu
- Juan Miguel Mercado
- Mikel Gaztañaga
- Anthony Ravard
- Nicolas Vogondy
- Christophe Moreau
- David Le Lay
- Geoffroy Lequatre